# Charles Bacon

Charles Bacon, London 1908

Charles Joseph Bacon Jr. (* 9. Januar 1885 in Brooklyn, New York; † 15. November 1968 in Fort Lauderdale, Florida) war ein US-amerikanischer Leichtathlet und Olympiasieger. Bei einer Körpergröße von 1,83 m betrug sein Wettkampfgewicht 77 kg.
Bei den Olympischen Spielen 1904 in St. Louis wurde Charles Bacon Neunter im 1500-Meter-Lauf. Bei den Olympischen Zwischenspielen 1906 in Athen wurde Bacon Fünfter im 400-Meter-Lauf und Sechster im 800-Meter-Lauf.
Den Höhepunkt seiner Karriere erlebte Bacon bei den Olympischen Spielen 1908 in London. Kurz vor den Spielen war Bacon mit 55,8 s inoffizielle Weltbestzeit im 400-Meter-Hürdenlauf gelaufen. In London gewann er das Finale in 55,0 s vor seinem Landsmann Harry Hillman in 55,3 s. Dabei verließ Bacon sogar kurzzeitig seine Bahn und sprang über die falsche Hürde. Er wurde aber nicht disqualifiziert, weil die Jury befand, dass er sich durch seinen Umweg keinen Vorteil verschafft habe.
Harry Hillman hatte den olympischen Endlauf 1904 in 53,0 s gewonnen. Allerdings waren in St. Louis die Hürden nur 76 statt 91 Zentimeter hoch gewesen. Somit galt Bacons Leistung nun als Weltrekord. Als die International Amateur Athletics Federation (IAAF) 1912 das erste Mal offizielle Weltrekorde anerkannte, wurde auch die Zeit von Charles Bacon von 1908 anerkannt. Die Zeit wurde bei den Olympischen Spielen 1912 schon allein deshalb nicht unterboten, weil der Wettbewerb 1912 nicht ausgetragen wurde. Und so dauerte es bis 1920, bis Frank Loomis den Weltrekord von Charles Bacon verbesserte.